# 派遣女王
《派遣女王》（日语：／ Haken no hinkaku */?；直譯為「派遣職員的品格」），又譯《超級特派員》、《派遣員的品格》、《外派職員》、《外派員的品格》，是日本電視台水三時段推出的電視劇系列，第一季於2007年1月10日至3月14日播出，第2季於2020年6月17日至8月5日播出（因新冠肺炎疫情延遲推出）。主演為篠原涼子。

## 第一季概要
本劇描寫一位幾乎全能的派遣職員以及一位剛踏入社會的派遣職員在大公司「S&F」的故事，探討日本在泡沫經濟之後，企業為節省人事成本而拋棄終身僱用制，大量從人力派遣公司以合約方式僱用派遣職員的現象。

## 第二季概要
在第一季描寫派遣與正職員工間不公平的待遇的13年後，日本人的工作觀念發生巨大變化的時代，派遣社員將如何工作備受矚目。受金融危機的影響，陷入不景氣的企業將“派遣終止”社會問題化，非正規雇傭的實際情況已經明朗化。從平成到令和變化了的現在「工作方式改革」被推進中，老齡化，副業，外包，AI的引進，過勞死等新的職場問題出现。

## 角色及演員

### 主要人物
大前 春子（おおまえ · はるこ，Ohmae · Haruko），33歲→46歲
篠原涼子飾，粵語配音郑丽丽
第一季
生日是1973年2月14日。時薪3000日圓的最高級派遣社員(以鮪魚解剖展覽的事升格至時薪3500日元)。最初作為派遣員從時薪600日元的自選商場收銀員開始，不過，從那開始快速正確地工作，得到派遣公司深厚信賴，成為了特A排位。有多種技能及28張證照，多到連履歷書的技能一項也寫不下。派遣工作開始時在母親的好友眉子經營的Cafe Kantante屋頂裡寄宿，下班後在Cafe Kantante跳佛朗明哥舞。共到過98間不同的公司成為派遺職員，每次最長為3 個月，接著就會休息3個月，孑然一身地到西班牙旅行後再接新工作。派遣生涯一路走來，始終秉持兩大信條：「能夠相信的只有自己」「沒有比正式社員更危險的事物」。雖然工作能力強，在公司卻鮮少露出笑容，也不構築人際關係，可說毫無人情味。字典中沒有「不可能」和「加班」，永遠準時工作、準時下班。工作的原動力就是「時薪」。
第二季
是唯一符合中聘請條件的人，相隔13年後再成為「S&F」營業部派遣員工。多次拯救「S&F」出現的問題，最後幫助里中的「S&F 直營市場」企畫成功，卻遭到派遣生涯的首次被提前解約。1年後用龍前寺秋子、新人演歌歌手的身分出現，實現了自己成為歌唱家的多年夢想，在里中賢介創立的「Aji」惣菜店作開幕表演嘉賓。
里中 賢介（さとなか · けんすけ，Satonaka · Kensuke），30歲→43歲
小泉孝太郎飾，粵語配音梁伟德
第一季
隸屬於「S&F」營業事業部，入社第8年。個性穩重，教養良好又單純，也因此較不擅處世之道。因為東海林武晉陞營業銷售二課主任，公司為了人事平衡，將他調到新設的市場行銷課當主任。但行銷課只有一個菜鳥社員和屆臨退休年齡的老社員，其他都是外來的派遣社員，根本就是左遷。賢介雖然為此有點沮喪，但還是努力整合自己的屬下。和東海林是同期。曾被春子評為「雖然長相可愛，但做事能力不行」，也曾被春子當頭棒喝的表明「溫柔救不了任何人」，收到許多公司女職員的巧克力。年薪580萬日元。

由於里中成功將派遣便當(ハケン弁当)商業化，因此得到社長賞，但因里中認為派遣便當的成功是由於同為特派員的森美雪的企畫書提案、近耕作的努力，以及大前春子的大力協助之下才能獲獎，只有他一個領獎太過奇怪，於是辭退的社長的獎賞，不過派遣便當由於大成功，所以里中賢介代替轉到S&F運輸名古屋營業所的東海林武升職成為營業販售二課的主任。
第二季
「S&F」營業部營業企畫課課長，年薪約970萬日元。後來因為不滿「S&F」社長以 AI 裁減公司員工，及在「S&F」未能實現正式及派遣員工同等待遇的目標，辭職後創立「Aji」惣菜店。
東海林 武（しょうじ · たけし，Shōji · Takeshi），32歲→45歲
大泉洋飾，粵語配音苏强文
第一季
隸屬「S&F」營業事業部，里中賢介的同期。既體貼又會照顧人，深受正式職員愛戴。自己晉陞為銷售二課的主任，同期的賢介卻明升暗降，讓他覺得有點過意不去。但重視陞遷，好大喜功，善於將功勞往自己身上攬，非常歧視派遣，和春子不合而互相對立，常稱春子為「トックリ」(套頭毛衣，台灣是譯為高領毛衣)，而春子常常嘲諷東海林武為「クルクルパ－マ」(捲捲毛)。年輕時在釘裝店打工，因此對於釘裝極有信心，亦曾於莫斯科工作兩年。年薪625萬日元。曾被春子評為：「工作能力是還可以，但歧視派遣。」

雖常和春子鬥嘴卻互相有好感，甚至吻了春子，後甚至向春子求婚，但被春子以「不想跟派遣的敵人結婚」為由而拒絕。原一時被陞遷矇蔽而背叛好友，後來省悟而犯下大錯，讓他一度想辭職離開S&F，受到春子與里中勸說才回到公司。但是由於問題由他引起，要回到總公司有一定難度，所以就被降職到S&F的子公司「S&F運輸名古屋營業所」擔任所長。在這裡經常被揶揄為「ネクタイ」(領帶男)，因為周圍都是派遣只有自己一個正職員工，備受排擠而體會到派遣的心情。降職一年後，春子來到這裡面談，並誓言將幫東海拿到社長賞。
第二季
「S&F」旭川分公司社長助理，年薪940萬日元。其後被調回總公司當裁員及裁合作商的劊子手。
淺野 務（あさの · つとむ，Asano · Tsutomu），23歲→35歲
勝地涼飾，粵語配音曹启谦
第一季
隸屬於「S&F」營業部行銷課的菜鳥社員。不知為何精通機械。昆蟲迷，一有空就外出採集昆蟲，對工作卻不見這股熱情，是時下常見的天真年輕人。對美雪頗有好感。年薪475萬日元。後期在派遣便當(ハケン弁当)的企劃中看到春子等人的努力而開始改變自己的態度認真行事。
第二季
「S&F」營業部營業企畫課主任，年薪600萬日元。里中賢介辭職後升為營業企畫課課長。
近 耕作（こん · こうさく，Kon · Kōsaku），30歲→42歲
上地雄輔飾
第一季
派遣社員，年收入420萬日元，被派往「S&F」營業部市場課的派遣社員。
第二季
Haken Life（ハケンライフ）派遣社聘用的正式員工，已升為部長。

#### 第一季
森 美雪（もり · みゆき，Mori · Miyuki），23歲
加藤愛飾，粵語配音张颂欣
菜鳥派遣社員。很容易鑽牛角尖，笨拙又過度認真，對自己缺乏信心。參加了23家公司的入社考試，全都名落孫山。為了找新工作，便到派遣公司登錄。但因為不懂派遣行規，錯誤百出惹了不少麻煩，讓她很害怕會就此被開除。曾差點兒被開除，獲派遣女王大前春子「打救」，決意一生跟隨春子。年薪約81萬日元；後來，因為春子前輩鼓舞，「工作就是生存」，努力往正式職員之路邁進，最終成功考取「S&F」正式職員資格。
黒岩 匡子（くろいわ · きょうこ，Kuroiwa · Kyōko），30歲
板谷由夏飾，粵語配音陳凱婷
隸屬「S&F」營業事業部，里中賢介和東海林武的同期，三人之間關係亦不錯。工作能力強的女性正職人員，個性上相較於里中和東海林顯得非常嚴格，有時也會非常情緒化，年薪520萬日元。基本上也歧視派遣。對剛來的森美雪馬上就刁難工作上的事，結果反被春子嗆：「請正確使用日本語。」和春子與美雪之間爭執不斷，派遣便當初期不能接受是美雪的提案而嚴厲指責她，但在後期調整自己的心態並認同春子與美雪的工作實力，東海林失蹤時與里中同樣擔心，在最終回對考収「S&F」正式職員資格的森美雪毫不猶豫的恭喜她，同時接替升官的里中成為新任的市場行銷課當主任。
桐島 敏郎（きりしま · としろう，Kirishima · Toshirō），60歲
松方弘樹飾，粵語配音梁志达
「S&F」營業事業部部長。以前在總務部的時候，就曾經見識過春子的幹練與能力，想盡辦法說服春子成為正式職員。個性開朗人品不錯，但也有「成果就是一切」的冷酷面。碰到問題常常第一個落跑。不知為何，是個純愛主義者，與小笠原同期，妻子是前派遣員，興趣為劍道。年薪1600萬日元。
天谷 眉子（あまや · まゆこ，Amaya · Mayuko），58歲
白川由美飾，粵語配音伍秀霞
佛朗明哥酒館老闆娘，是唯一瞭解春子的人。春子已故母親的好友，春子都稱呼她媽媽。將春子視如己出，讓春子借住在店裡的閣樓。曾對春子說對於常來造訪打擾的「東海林武」、「里中賢介」這兩人比較起來，偏喜好東海林這類型。年輕時曾和西班牙人談了場轟轟烈烈的戀愛，並生下了兒子。
天谷 盧特（あまや · リュート，Amaya · Lute），20歲
城田優飾，粵語配音李致林
佛朗明哥吉他演奏者，眉子的獨生子，日西混血兒。春子的少數理解者。

#### 第二季
Haken Life（ハケンライフ）派遣社員
福岡 亞紀（ふくおか · あき，Fukuoka · Aki），29歲
吉谷彩子飾
「S&F」營業部營業企畫課派遣員工，年收入277萬日元。因為擔心會被終止派遣合約，願意無薪加班、假日出勤，甚至受到人事部門負責人墨田的性騷擾亦不敢告發。後來跟隨里中賢介，成為「Aji」惣菜店的正式員工。
千葉 小夏（ちば · こなつ，Chiba · Konatsu），22歲
山本舞香飾
曾經應試加入「S&F」被拒，之後以派遣員工身分在「S&F」營業部營業企畫課工作，年收入258萬日元（時薪1,400日元）。性格堅強，難以忍受不公平，所以因為福岡亞紀性騷擾一事並向人事部舉報、鄙示靠關係入職的井手。工作能力亦強，曾替淺野寫蕎麥麪知名店「京橋庵」寫企畫書，受到「京橋庵」的專務肯定。後來成為「Aji」惣菜店的正式員工。
S&F 株式會社
井手 裕太郎（いで · ゆうたろう，Ide · Yūtarou），23歲
杉野遙亮飾
營業部新員工，年薪340萬日元。為網購食品最大廠商 Taste of Life 社長的兒子，靠關係進入「S&F」。覺得公司的生活很無聊，希望成為 U-Tuber 賺錢。對福岡亞紀有好感。後來成為「Aji」惣菜店的派遣員工。
三田 貴士（みた · たかし，Mita · Takashi），23歲
中村海人飾
營業部新員工，年薪340萬日元。具有企業意識，喜歡以透過網路作股票投資。
宇野 一平（うの · いっぺい，Uno · Ippei），45歲
塚地武雅飾
營業部部長，年薪1810萬日元。喜歡逄迎上司，對下屬卻苛刻。面對錯誤選擇含混過去的方式。
宮部 蓮三（みやべ · れんぞう，Miyabe · Renzō），72歲
伊東 四朗飾
10年前曾卸任社長現今再次任職，作風強悍。不認同里中對正式員工與派遣同等待遇，認為派遣員工是隨時可被取代的外人，並無需要。為追求利潤，先是與收益低的食品供應商終止合作，後引進 AI 裁撤貢獻低的正式員工，但最後反而被自己引進的 AI 建議裁撤。

### 其他角色
次郎
平野 靖幸飾
第一季
定食屋（ようじ屋）店的老闆，提供連稅售500日元的味噌鯖魚套餐，大前春子常光顧的店舖。
第二季
定食屋的味噌鯖魚套餐改為不連稅500日元，加外賣8%稅、或內用10%稅。派遣員大前、福岡、千葉等常光顧的店舖。

### 特別演出

#### 第二季
第1集
墨田篤
松尾 諭飾
S&F人事部主任，藉續簽新派遣合約，邀請福岡吃飯並進行性騷擾。被目睹性騷擾的千葉投訴後，利用職權隱藏事件，反叫人事部污衊福岡，威逼福岡承認以色誘要求續簽新合約。由於千葉暗中通知里中後忘記關手機而遭大前及里中揭發。
第2集
磯川専務
小堺 一機飾
著名蕎麥麪老舗「京橋庵」的専務。大前在「京橋庵」當派遣員工時，受到大前的鞭策，努力經營店舖，令「京橋庵」更進一步。
京橋会長
若林 豪飾
著名蕎麥麪老舗「京橋庵」的董事長。大前在「京橋庵」當派遣員工時，曾在除夕夜大雪中表現出出色的外送能力，受到他的肯定。暱稱大前為「春坊」。
第3集
牟田 吉男
六角 精兒飾
「S&F」總公司員工餐廳的兼職廚師，對製作咖哩充滿熱忱，在印度大使館的廚房當學徒時認識大前。因「S&F」削減成本而遭解僱，離職前清理冰箱被意外拍進影片上傳，令「S&F」在網路上受到飆罵，失去了牟田的「S&F」餐廳亦再無法製出同一水準的咖哩。後來把製作咖哩的秘訣傳授予大前，自己經營路邊攤賣咖哩。
第4集
井手 美香
木川 綠子飾
「S&F」最重要的客戶，網購食品最大廠商 Taste of Life 的社長，井手裕太郎為她的3兒子。
第5集
麥田 一恵
馬場園 梓飾
食品作家及網誌博客。揭露「S&F」主力銷售的黑豆杏仁餅乾並無瘦身功能，並懷疑「S&F」提交的成分分析數據數據被篡改。
漆原教授
春海 四方飾
營養權威教授，在「S&F」旭川分公司黑豆杏仁餅乾成分分析中篡改了數據，令當中有瘦身作用的花青素含量為原先的10倍。
第6集
隅田 厚
長野 博飾
隅田食品的老闆，「S&F」其中一家食品供應商，使用木材及由長野山村收集的竹葉製成美味而健康的餐盒。「S&F」認為成本高和利潤率低，決定終止與墨田食品的關係，最後成功與大型外國公司簽訂了一份大型外送午餐合約，從而擺脫了困境。
隅田 由美
西尾 麻里飾
隅田厚的妻子，為隅田食品製作及記錄食譜。
佐佐木 加代
梅澤 昌代飾
婦女協會的協調員，替隅田食品收集長野山村的竹葉作製作餐盒之用。由於「S&F」要求降低成本，曾一度被通知停止收集竹葉。
第7集
便利店業務員
BOW（日本樂團 Tokyo Gegegay 的成員）飾
便利店員工。里中為開發「S&F 直營市場」曾派員工往便利店調查消費者有興趣的物品及便利店的動線。

## 大前春子的技能總表
片中最引人注目的，就是大前春子那數不清的特別技能：
- 有執照（已在派遣名冊上確定的執照）
  - 起重機操作
  - 昇降機檢查
  - 重型機車駕照
  - 助產士
  - 劍道四級
  - 營養師
  - 護士
  - 食品調理師
  - 食品衛生安全管理人員
  - 馴狗師
  - 河豚處理
  - 美髮師
  - 美容師
  - 小雞性別鑑定師
  - 按摩
  - 危險物品處理
  - 核廢料處理
  - 卡車駕照
  - 拼圖技能一級證書
  - 一級建築工

- 執照不確定（未知或是派遣名冊列的技能太多，職業表格欄控無法寫下眾多確定執照）
  - 保母
  - 西班牙語
  - 佛郎明哥舞
  - 黑鮪魚解剖
  - 海釣
  - 播音員
  - 速讀
  - 快速打字
  - 俄羅斯語
  - 跳傘
  - 防火牆
  - 程式設計

- 確定不會的技能
  - 汽車修理（跌破眾人眼鏡）
  - 繪畫
  - 理髮師

## 播放日期、副題及收視率
| 集數                                          | 播放日期      | 中文副題                      | 原文副題 | 關東 （NTV） | 關西 （YTV） | 札幌 （STV） |
| --------------------------------------------- | ------------- | ----------------------------- | -------- | ------------ | ------------ | ------------ |
| 1                                             | 2007年1月10日 | 派遣女王登場!                 |          | 18.2%        | 19.0%        | 27.0%        |
| 2                                             | 2007年1月17日 | 尊嚴與訂書機                  |          | 18.6%        | 19.3%        | 25.9%        |
| 3                                             | 2007年1月24日 | 正職員工的友情 派遣員的仁義   |          | 18.8%        | 19.6%        | 22.4%        |
| 4                                             | 2007年1月31日 | 戀愛與時薪                    |          | 20.1%        | 20.6%        | 24.5%        |
| 5                                             | 2007年2月7日  | 時薪入侵者 vs 海蔘老前輩      |          | 18.6%        | 21.3%        | 24.2%        |
| 6                                             | 2007年2月14日 | 淚眼的加班情人節              |          | 20.7%        | 23.5%        | 24.7%        |
| 7                                             | 2007年2月21日 | 企畫比賽之禁止戀愛!           |          | 20.2%        | 22.0%        | 27.2%        |
| 8                                             | 2007年2月28日 | 向派遣員求婚!?                |          | 19.9%        | 20.6%        | 26.8%        |
| 9                                             | 2007年3月7日  | 派遣女王的過去                |          | 19.9%        | 21.2%        | 25.2%        |
| 大結局                                        | 2007年3月14日 | 契約到期!! 派遣女王最後的技能 |          | 26.0%        | 25.6%        | 26.3%        |
| 平均視聴率20.1%（Video Search，關東地方調查） |               |                               |          |              |              |              |

由於沖繩縣未有屬於日本電視台系統的電視台，因此由琉球放送(JNN・TBS系)於首播三週後的週五晚間播放本劇。
備考：2009年7月確實有要發展續篇的計畫，但適時遇上『派遣村』(即反對日本企業持續增加派遣員的任用。)的新聞，為了避免激化工作環境的對立情形，該劇的續作計畫中止。

## 備註
1. ↑  官網在第1季及第2季的標示為年齡不詳[1][2]
2. 1 2 3 4 5 6 7  第2季第8集內容
3. 1 2  人物的年齡取自第1季官網的「相關圖」[1]
4. 1 2  人物的年齡取自第2季官網的「相關圖」[2]
5. 1 2 3 4 5 6 7 8 9  第2季第1集內容
6. ↑  第二季第一集，S&F合約上提出的時薪
7. 1 2  第2季第2集內容
8. ↑  第2季第3集內容
9. ↑  第2季第7集內容
10. ↑  第2季第3集，教淺野用網路作股票買賣賺錢，及趁S&F食品受網路飆罵股票下跌趁低買進。

## 翻拍
- 《職場之神》：2013年韓國KBS電視劇，由金惠秀、吳智昊等人主演。

## 外部連結
- （日語） 《派遣員的品格1》日本電視台官方網站 （页面存档备份，存于）
- （日語） 《派遣員的品格2》日本電視台官方網站 （页面存档备份，存于）

## 作品的變遷
| 日本日本電視台 週三22時檔次電視連續劇  | 日本日本電視台 週三22時檔次電視連續劇  | 日本日本電視台 週三22時檔次電視連續劇      |
| -------------------------------------- | -------------------------------------- | ------------------------------------------ |
|                                        | 派遣員的品格 （2007.1.10 - 2007.3.14） |                                            |
| 14歲的母親 （2006.10.11 - 2006.12.20） | 料理新鮮人 （2007.4.18 - 2007.6.27）   |                                            |
| 週三22時檔次電視連續劇                 |                                        |                                            |
| 不知道也無妨 （2020.1.8 - 2020.3.11）  | 派遣員的品格2 （2020.6.17 - 2020.8.5） | 我們的愛情不正常 （2020.8.12 - 2020.9.30） |

| 台灣緯來日本台 一番偶像劇 週一至週五 20:00 - 21:00 | 台灣緯來日本台 一番偶像劇 週一至週五 20:00 - 21:00 | 台灣緯來日本台 一番偶像劇 週一至週五 20:00 - 21:00 |
| -------------------------------------------------- | -------------------------------------------------- | -------------------------------------------------- |
|                                                    | （2007.08.27 - 2007.09.7）                         |                                                    |
| 少年白虎隊 （2007.08.17 - 2007.08.24）             | 新娘犯太歲 （2007.09.10 - 2007.09.25）             |                                                    |
| 星期一至五 21:00 - 02:00                           |                                                    |                                                    |
| 瞞天過海恐嚇你 （2018.08.16-2018.08.28）           | 派遣女王 （2018.08.29-2018.09.11）                 | 神秘嬌妻 （2018.09.11-）                           |
| 星期一至五 22:00 - 23:00                           |                                                    |                                                    |
| —                                                  | 派遣女王2 （2020.08.10-2020.08.19）                | —                                                  |

| 香港高清翡翠台 高清劇場 週一至週五 晚上18:00 - 19:00 | 香港高清翡翠台 高清劇場 週一至週五 晚上18:00 - 19:00 | 香港高清翡翠台 高清劇場 週一至週五 晚上18:00 - 19:00 |
| ---------------------------------------------------- | --- | ---------------------------------------------------- |
|                                                      | （2008.07.14 - 2008.07.25） |                                                      |
| 航天之城 Air City （2008.06.16 - 2008.07.11）        | 2008年北京奧運相關節目： 金牌選手大解剖 （2008.07.28 - 2008.07.31） 小小奧運夢 （2008.08.1） 高清奧運 你準備好未 （2008.08.4 - 2008.08.7） 北京奧運 你準備好未 （2008.08.8） 高清奧運 下午直擊 （2008.08.9 - 2008.08.22） 下一連載節目： 我在墾丁*天氣晴 （2008.08.25 - 2008.09.19） |                                                      |

| 上海上海电视台电视剧频道 週一至週五 12:00至19:00 | 上海上海电视台电视剧频道 週一至週五 12:00至19:00 | 上海上海电视台电视剧频道 週一至週五 12:00至19:00 |
| ------------------------------------------------ | ------------------------------------------------ | ------------------------------------------------ |
|                                                  | 外派职员 （2010.07.18 - 2010.07.19）             |                                                  |
| 不能结婚的男人 （2010.07.17 - 2010.07.18）       | - （2010.07.19 - ）                              |                                                  |

| 台灣客家電視臺 客家電視臺#客家劇場 週一至週四 晚間20:00至21:00 | 台灣客家電視臺 客家電視臺#客家劇場 週一至週四 晚間20:00至21:00 | 台灣客家電視臺 客家電視臺#客家劇場 週一至週四 晚間20:00至21:00 |
| -------------------------------------------------------------- | -------------------------------------------------------------- | -------------------------------------------------------------- |
|                                                                | （2016.01.20 - 2016.02.4）                                     |                                                                |
| 醬園生 （2015.12.14 - 2016.01.19）                             | 春節特別節目 （2016.02.08 - ）                                 |                                                                |